# Guigo II
Guigo II, detto il Certosino o l'Angelico ((FR)  Guy o Guigues II; Francia, 1114 – Saint-Pierre-de-Chartreuse, 6 aprile 1193) è stato un teologo e monaco cristiano francese dell'Ordine certosino, di cui fu priore generale dal 1173.
Fu soprannominato l'Angelico per la sua contemplazione divina, poco attratto dalle vicende terrene, si dimise nel 1176. La sua opera di riferimento Scala claustralium (o Scala Paradisi) è stata una delle basi della Lectio divina fin dal medioevo.

## Biografia
Di nazionalità francese, non si hanno molte notizie sulla vita di Guigo II. Fu autore di copie di antichi testi cristiani o di nuove opere nella tradizione certosina. Il suo esemplare comportamento virtuoso nella contemplazione e la sua metodica capacità di descrivere le regole della vita o della preghiera lo fecero eleggere priore della Grande Chartreuse e succedette a Basilio di Borgogna. 
Nel 1180 circa, il re Enrico II d'Inghilterra scelse Ugo di Lincoln (monaco presso la Grande Chartreuse) come futuro priore della certosa di Witham da poco fondata, in molta difficoltà. Guigo II si oppose, ma dovette cedere alle pressioni del vescovo Ugo di Grenoble, certosino, a cui il re si rivolse per convincerlo.
Sotto il suo priorato, l'Ordine fu posto da papa Alessandro III sotto la protezione speciale della Santa Sede, con bolla pontificia del 10 settembre 1170. Lo stesso pontefice, con un'altra bolla dell'11 luglio 1177 indirizzata a Guigo II, confermava le decisioni e l'autorità del capitolo generale sui certosini.

## Scritti
Le sue opere hanno una vasta diffusione, anche all'estero: 
- la Scala claustralium o Scala Paradisi (o Scala dei monaci) è l'opera più importante e nota: un piccolo trattato sugli esercizi spirituali, scritto in forma di lettera indirizzata a Gervasio, in cui Guigo tratta dell'elevazione dalla terra al cielo, dello scambio tra l'uomo e Dio. Definisce i quattro tempi della Lectio divina: lettura, meditazione, preghiera, contemplazione utilizzati ancora in tempi moderni.  L'opera fu per secoli erroneamente attribuita a Sant'Agostino o San Bernardo, nelle sue riedizioni. Fu definitivamente restituita a Guigo II da André Wilmart nel 1924, ed il testo critico fu pubblicato nel 1970 dalla collana Sources Chrétiennes.[2]
- le Meditationes (o Dodici meditazioni), testi manoscritti ed incompleti attribuiti a Guigo II da André Wilmart. Furono raccolti e pubblicati per la prima volta da Marie-Madeleine Davy[4] e successivamente in edizione critica nelle Sources Chrétiennes.[2]